# Copyright Act (1976)
Lire en ligne
- Copyright Act of 1976 (Wikisource)

Le Copyright Act of 1976 est une loi américaine sur le copyright votée en 1976 et qui reste aujourd'hui la base de la jurisprudence sur le droit d'auteur aux États-Unis et a été amendée plusieurs fois. Cette loi protège les droits des ayants droit, définie la notion de fair use.
Elle est promulguée le 19 octobre 1976 (en tant que Public Law 94-553) et prend effet à partir du 1er janvier 1978.

## Impact

Évolution de la durée de protection des droits d'auteurs (en supposant que les œuvres sont réalisés à 35 ans avec une espérance de vie de 70 ans.

La loi sur le copyright annule et remplace l'ensemble des lois sur le copyright précédemment votées aux États-Unis. Ceci inclut les législations fédérales, notamment le Copyright Act of 1909.

### Champs d'application
Selon la section 102 de la loi, le copyright protège « les œuvres originales disponible sur un quelconque support d'expression, sur lequel peut-être l’œuvre peut-être perçue, reproduite ou communique, directement ou à l'aide d'une machine ». Elle s'applique aux œuvres des catégories suivantes :
1. œuvres littéraires ;
2. œuvres musicales, incluant les paroles de chansons ;
3. œuvres dramatiques, incluant les musiques d'accompagnement ;
4. les chorégraphies et œuvres de mimes ;
5. la photographie, œuvres graphiques et sculptures ;
6. les dessins animés et autres œuvres audiovisuelles ;
7. enregistrement sonores[1].

Dans un amendement de 1990, une huitième catégorie est ajoutée pour les œuvres d'architecture.

## Postérité
Cette loi sera amendée en 1998 par le Copyright Term Extension Act, qui prolonge notamment le droit des ayants droit de 50 à 70 ans après la mort de l'auteur. Cet amendement sera très critiqué et surnommé Mickey Mouse Protection Act, du fait que la Walt Disney Company ait soutenu cet amendement dans le but de conserver les droits sur le personnage de Mickey Mouse, créé en 1928.